# Broadridge Financial Solutions
Broadridge Financial Solutions, Inc. (NYSE: BR) er en amerikansk fintech- og softwarevirksomhed. Den blev etableret i 2007 ved et spin-off fra softwarevirksomheden Automatic Data Processing. De har 14.700 ansatte.